# Vikingegletsjer
De Vikingegletsjer is een gletsjer in Nationaal park Noordoost-Groenland in het oosten van Groenland. 

## Geografie
De gletsjer is oost-west georiënteerd en heeft een lengte van meer dan veertien kilometer. Ze heeft meerdere zijtakken die onderweg bij de hoofdtak komen. Ze mondt in het westen uit in het Alpefjord.
De gletsjer ligt in het noordwesten van de Stauningalpen (Scoresbyland) en is een van de gletsjers rond de hoogste berg van dit gebied, de Dansketinden. Op meer dan tien kilometer naar het noorden ligt de Sedgwickgletsjer, op meer dan twaalf kilometer naar het westen ligt de Sydvestgletsjer, op ongeveer negen kilometer naar het zuidwesten de Trekantgletsjer en op ongeveer zeven kilometer naar het zuiden de Gullygletsjer. 